# オープンフィンガーグローブ
オープンフィンガーグローブ（Open-fingered gloves）は、手の甲、拳、手首を保護しているが、掴むために5本指が露出しているグローブのこと。総合格闘技のほか、スポーツやファッションでも使用され、用途別にそれぞれ異なる形状となっている。

## 歴史
1889年（明治22年）、柔道の創始者・嘉納治五郎は「柔道一班並ニ其ノ教育上ノ価値（柔道の概略と教育的価値）」と題するテーマで、当身を含み対処する柔道の「勝負法の乱取り」の可能性と構想について「実際の勝負に効験のある手は（略）初めから一種の約束を定めておいて又打ったり突いたりする時は手袋の様なものをはめて致しますれば、勝負法の乱捕も随分できぬこともございませぬ。（略）やはり一種の乱捕があった方がよかろうと思われます」と講演した。
海外で異種格闘技戦をしていた柔道家・前田光世から手紙を受け取った薄田斬雲は、それを雑誌『冒険世界』『武侠世界』に投稿しており、その内容は単行本『世界横行・柔道武者修行』（1912年）『新柔道武者修行 世界横行 第二』（1912年）にまとめられている。それによると前田は、「何らかの道具を新案して、当てる蹴るの練習をする必要がある。僕はいま、ゴム製の拳闘用手袋風にして、指が一寸ばかり（約三センチ）出るようなものを新案中だ。それから、軽い丈夫な面を、これもゴム製にして、目と鼻腔の呼吸をなし得るものを新案中だ。胸は撃剣の胴のようなものをつけてもよい。これで当てることと蹴ることの練習をやる。それから袖をとりに来る手の逆を取ること。以上の練習は柔道家には、ぜひとも必要と考える」と述べている。
1927年、東京帝国大学の唐手研究会が剣道の籠手をベースにして製作し、防具付き空手の発祥となった。この時は同時に手以外の胴体・頭を保護するものも合わせて製作された。
1945年以降、空手道では韓武舘・錬心舘・錬武舘などに引き継がれ、1967年には極真会館も発表しており、これらの団体はオープンフィンガーグローブのみではなく、全身の防具の一つとして製作されている。
1977年、佐山聡は試作していたオープンフィンガーグロープをアントニオ猪木にチャック・ウェプナーとの試合で使用してもらった。その後、佐山が修斗を創始した際に、初期からオープンフィンガーグローブを導入。このグローブが世界に広まり、UFCなどで採用され、ニュージャージー州アスレチック・コミッション制定の統一ルール（通称：ユニファイドルール）で正規の総合格闘技グローブとして規定された。

## 特徴（用途別）

### 総合格闘技

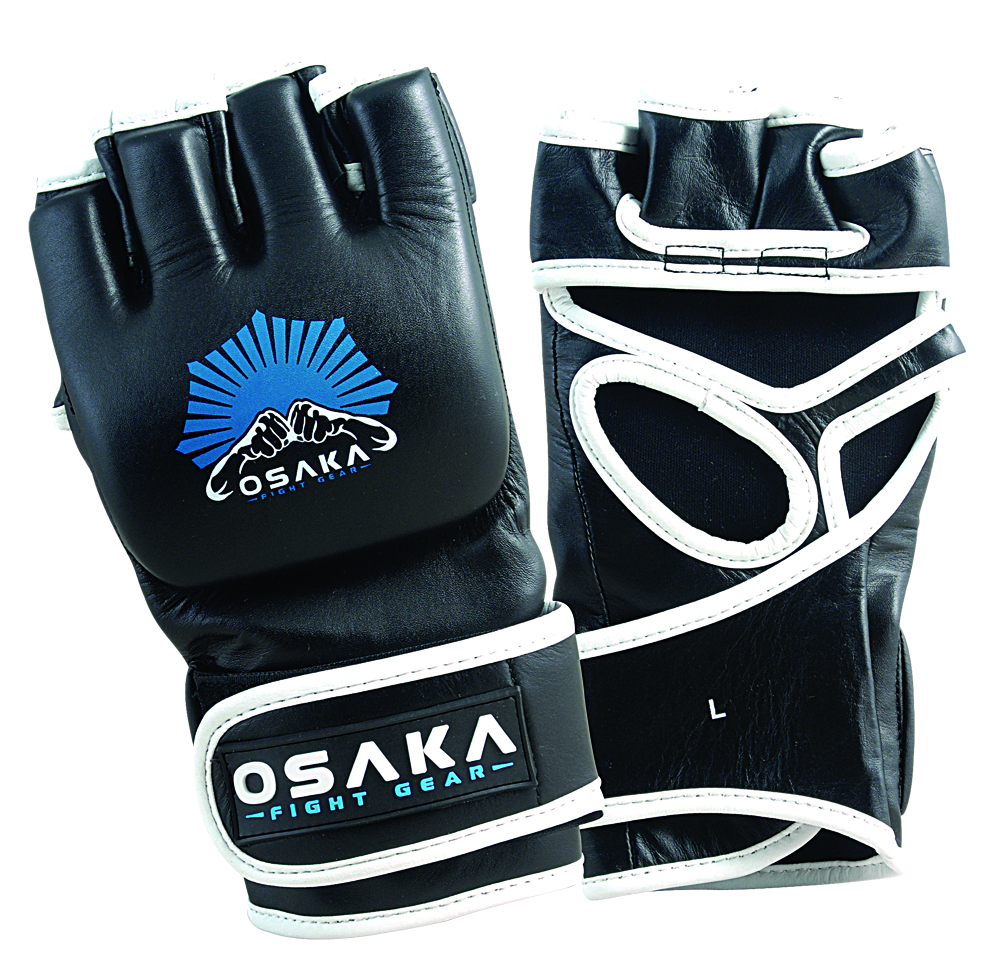
MMAグローブ

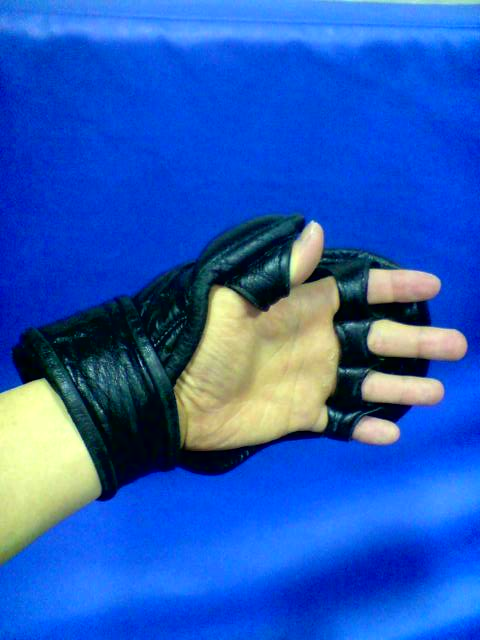
手の平が空いているMMAグローブ

海外では「MMAグローブ (MMA gloves)」「グラップリンググローブ (Grappling gloves)」と呼ばれており、組技や関節技で相手を掴みやすいように、5本指が出せて手の平の部分が空いた形状となっており、拳の部分は打撃の衝撃から指を保護するため、パッドなどの素材で覆われている。オープンフィンガーグローブ導入前の総合格闘技は、素手で行われていたが、パンチやパウンドで拳を負傷、骨折することが多発し、素手による打撃で顔をカットしてドクターストップとなる試合も多かった。

#### 種類
- 試合用グローブ - 試合では階級によって4オンス（110 g）から6オンス（170 g）のグローブが使用される。
- スパーリング用グローブ - スパーリングやパンチバッグ打ちなどで酷使する拳を保護する必要があるため、試合用グローブよりも大きな8オンスほどのグローブが使用される。
- グラップリング用グローブ - ハイブリッドグローブまたはトレーニンググローブとも呼ばれる。グラップリング用のグローブであるため拳を保護するパッドが減らされており、またグリップ力を向上させるために各指を独立して動かしやすくなっている。

#### メーカー
- エバーラスト
- ウイニング
- イサミ
- ボディメーカー
- VENUM
- RDX
- Hayabusa
- LangRay
- ZTTY
- D&N

### スポーツ

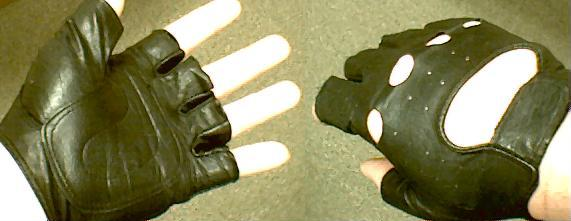
指抜きグローブ

ゴルフ・自転車競技等のスポーツで通常のグローブ同様、グリップ力の上昇や手の保護の為に用いられる。指先が空いているため厚手であっても指先の感覚が鈍くなることはない。
一方で四輪のモータースポーツにおいては、手袋に火傷対策の意味もあるため、2016年の規約では、オープンフィンガーグローブを禁止する文言そのものは無いものの、使用できるグローブとして「レーシンググローブ（耐火炎性）」という規定を設けているものが多く、事実上使用はできない。また、二輪についても、少なくともロードレースにおいては、サーキット走行のみでも「肌を露出しないもの」が推奨されているサーキットもあり、2016年現在の国際競技規則の「指関節部プロテクションが施されていなければならない」という規定を合わせると、オープンフィンガーグローブの使用は事実上できないと思われる。レーシングカートについては、2016年現在の規定において、グローブは「手首まで完全に覆う物」と定められている。さらに、ATV、スノーモービル、水上オートバイのモータースポーツにおいても手袋に受傷防止対策の意味もあるため、オープンフィンガーグローブの使用は明確に禁止されているのが一般的である。

### ファッション
女性用のパーティーなどの礼装用「ドレスグローブ」と呼ばれるものにも、このオープンフィンガータイプ（指の部分だけ露出するもの、あるいは手首だけ露出するサポーター風のもの）が存在する。

### タブレットPC・液晶ペンタブレット用
タッチ操作とペン操作の両方に対応したデバイスで、ペン操作中に画面に置いた手による誤操作を防ぐために使われる。画面に触れやすい小指と薬指を完全に覆い、操作に使う中指、人差し指、親指を露出させた変則的な形状となっている。